# Zachery Peacock
Zachery Xavier Peacock II (Miami, 13 ottobre 1987) è un cestista statunitense.

## Palmarès

### Individuale
- LNB Pro A MVP: 1

Bourg-en-Bresse: 2017-2018